# Thanh Xuân, Thanh Hà
Thanh Xuân là một xã thuộc huyện Thanh Hà, tỉnh Hải Dương, Việt Nam.
Xã có diện tích 7.21 km², dân số năm 1999 là 4.812 người, mật độ dân số đạt 667 người/km².

## Lịch sử
Xã Thanh Xuân trước Cách mạng tháng 8-1945 thuộc Tổng Lại Xá, huyện Thanh Hà, phủ Nam Sách, tỉnh Hải Dương. 
Hiện nay Thanh Xuân có 3 thôn Xuân Áng, Thiện Trang và Trường Giang.

## Di tích
Thanh Xuân có cụm Di tích Đình Xuân Áng và chùa Sùng Phúc thôn Xuân Áng được Công nhận là Di tích Lịch sử cấp tỉnh năm 2019.
Chùa Xuân Áng có tên chữ là Sùng Phúc Tự được xây dựng từ lâu đời. Nơi đây có nhiều bậc cao Tăng, thạc đức tu hành. Gần đây nhất có Tổ sư Thích Thanh Thái là trụ trì đã bị thực dân Pháp bắt và giết hại trong kháng chiến. Hàng năm, để tưởng nhớ công ơn của Tổ đã hy sinh vì Đạo pháp và Dân tộc, nhân dân xã Thanh Xuân tổ chức giỗ Tổ vào ngày 26-3 âm lịch.
Hiện nay trụ trì chùa Sùng Phúc là Ni trưởng Thích Đàm Thảo 105 tuổi. Ni trưởng nguyên quán tại tỉnh Ninh Bình. Ni trưởng thuộc Sơn môn Hương Tích (Hà Tây cũ).
Vào những năm kháng chiến, Ni trưởng đã tham gia công tác y tá để chữa trị cho bộ đội bị thương khi chiến đấu.
Trong giai đoạn chấn hưng Phật giáo (1950-1952), Ni trưởng đã được tháp tùng Hoà thượng Thích Tố Liên đi dự Đại hội Phật giáo thế giới tại Tích Lan (Srilanka) để mang lá cờ Phật giáo về tại Việt Nam như hiện nay.